# عبد الله المجلسي
عبد الله بن محمد تقي المجلسي (تُوفي 1084 هـ)، عالم وفقيه شيعي، وهو ابن محمد تقي المجلسي والأخ الأوسط لمحمد باقر المجلسي.

## اسمه وحياته
هو عبد الله بن محمد تقي بن مقصود علي المجلسي، العاملي الأصل، الأصفهاني، نزيل الهند. يُعد أحد فقهاء ومحدثين الشيعة الإمامية، درس عند والده محمد تقي العلوم الشرعية، وعند جمال الدين الخوانساري في العلوم العقلية. سكن أصفهان، ثم رحل منها إلى بلاد الهند، وأجاز لمحمد مقيم بن محمد باقر الاصفهاني.
قال عنه عبد الله الأفندي: «فقيه واعظ عالم صالح، ناقد لعلم الرجال، جليل محدّث ورع عابد». توفي بالهند سنة أربع وثمانين وألف.

## مؤلفاته
من مؤلفاته:
- شرح تهذيب الأحكام.
- تعليقة على حديقة المتقين.
- الأسئلة الهندية.